# Fachhochschule Kiel

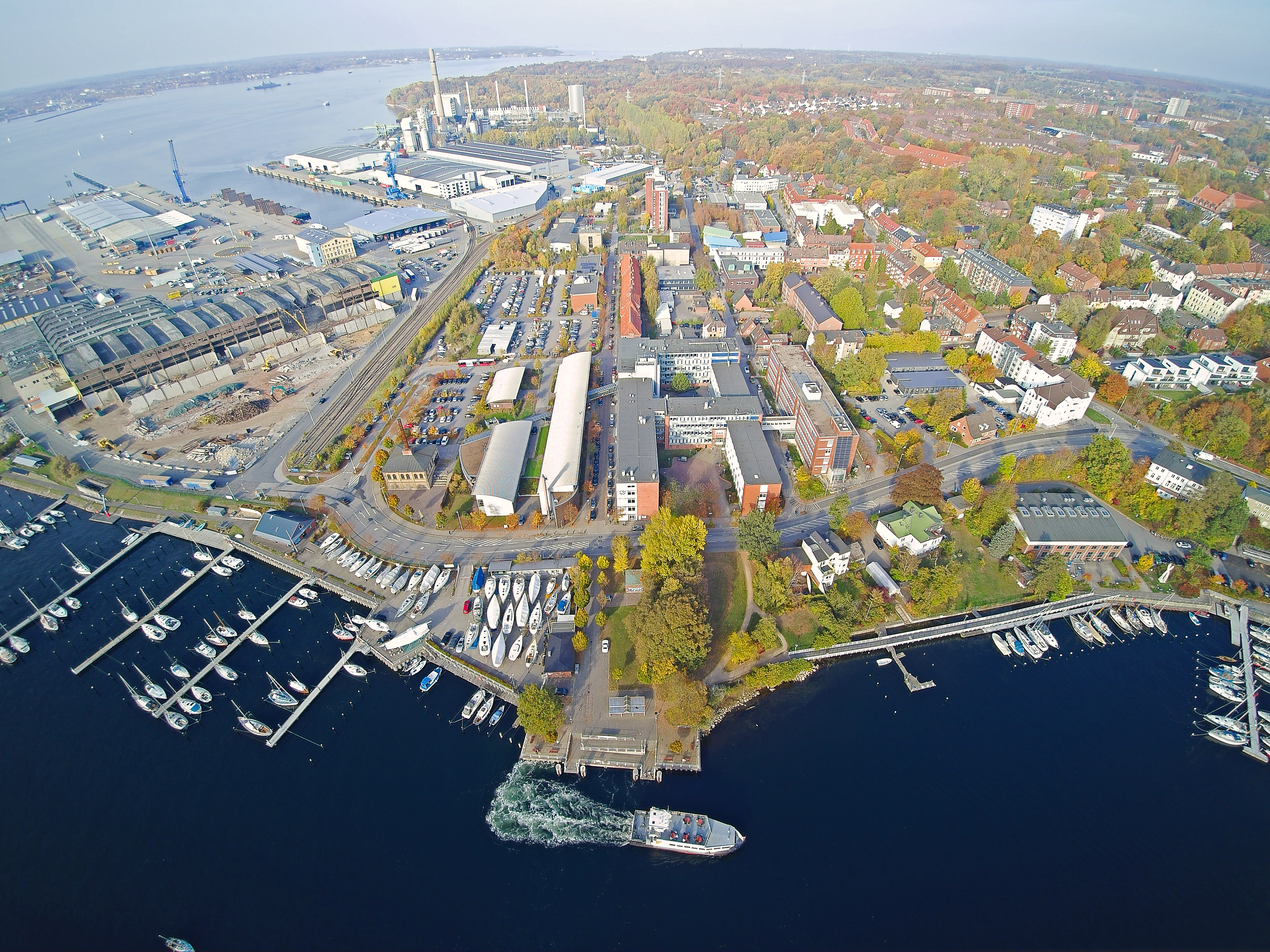
Luftaufnahme des Campus der Fachhochschule Kiel von 2018. Die Gebäude der Fachhochschule erstrecken sich von dem Ufer der Schwentine unten im Bild bis kurz vor den Wald und das Kraftwerk im Norden. Das Schiff auf dem Bild ist eine Fähre, welche die Fachhochschule und den östlichen Standort des Geomar mit dem Westufer verbindet.

Die Fachhochschule Kiel ist neben der Muthesius Kunsthochschule und der Christian-Albrechts-Universität Kiel eine von drei Hochschulen in der Landeshauptstadt Kiel. Mit 7642 Studierenden (Sommersemester 2024) ist sie die größte Fachhochschule und zweitgrößte Hochschule des Landes Schleswig-Holstein.

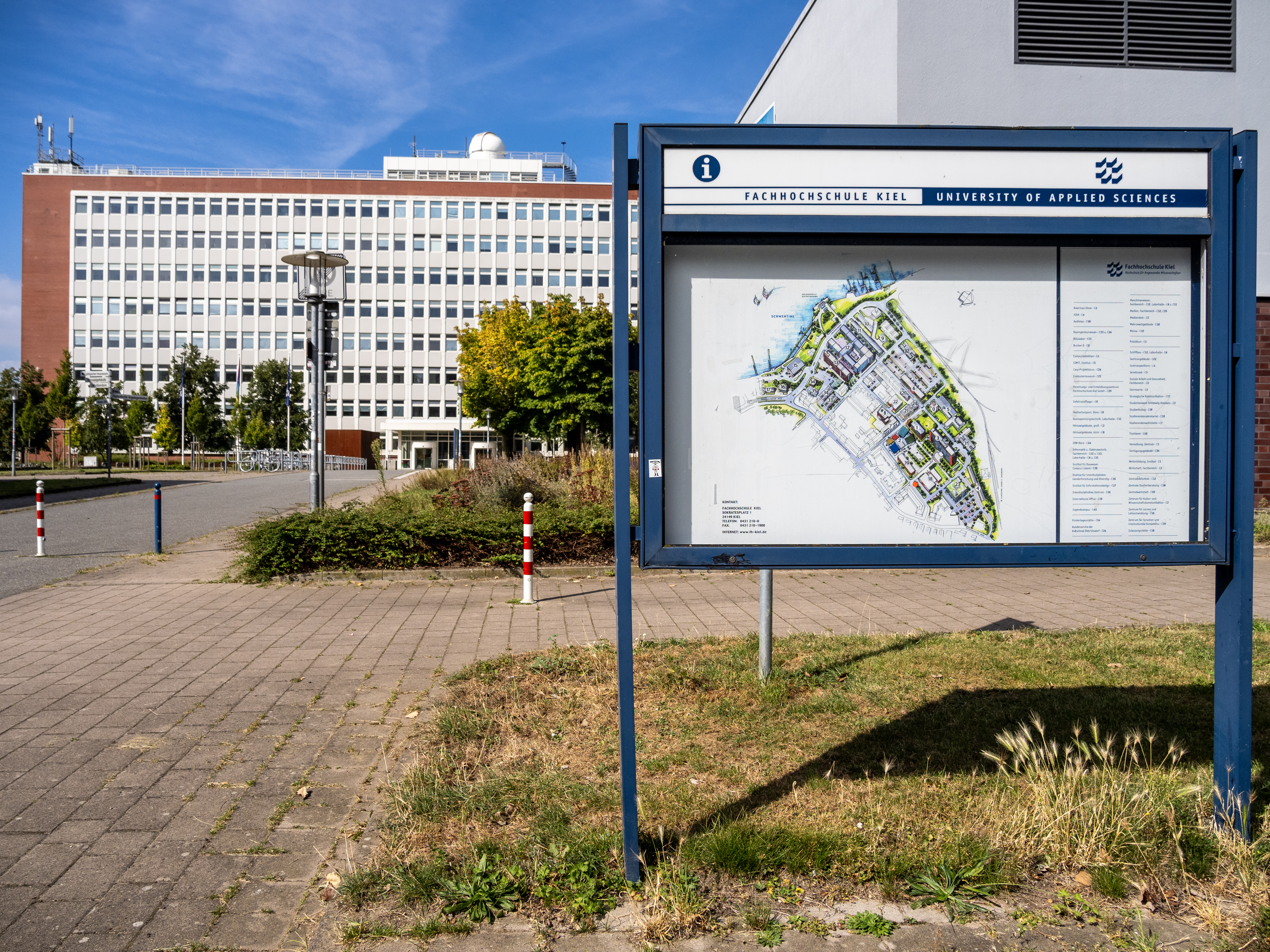
Lageplan und Gebäude 3 & 18

## Geschichte
Die Fachhochschule Kiel gehört neben Flensburg und Lübeck zu den drei ersten Fachhochschulen in Deutschland. Sie wurde am 1. August 1969 aus mehreren staatlichen Ingenieurschulen und höherer Fachschulen zusammengelegt. 1974 wurde auch die Muthesius Fachschule für Gestaltung der Fachhochschule angeschlossen, bis sie 1994 selbstständig wurde.
Nachdem die Fachbereiche der Fachhochschule jahrzehntelang über verschiedene Kieler Stadtteile verteilt waren, gibt es seit 1998 einen neuen gemeinsamen Campus im Kieler Stadtteil Neumühlen-Dietrichsdorf auf dem alten Stammsitz der Howaldtswerke-Deutsche Werft GmbH (HDW). Hier wurden alle Fachbereiche angesiedelt mit Ausnahme von Agrarwirtschaft mit Sitz in Osterrönfeld bei Rendsburg und Bauwesen, der seinen Sitz in Eckernförde hatte. Durch neue Wohnheime, leben mittlerweile immer mehr Studierende in unmittelbarer Nähe zum Campus. Der Neubau einer Bibliothek wurde im August 2019 begonnen. Das Vorhaben befindet sich in der Realisierung und soll 2025 zur Nutzung an die Hochschule übergeben werden.
Der Fachbereich Bauwesen wurde zum Wintersemester 2007/08 aus der Fachhochschule Kiel ausgegliedert und in die Fachhochschule Lübeck integriert. Ende 2017 kehrten zwei Bauingenieurwesen-Studiengänge an die Fachhochschule Kiel zurück und sind Teil des Institut für Bauwesen, welches Teil des Fachbereichs Medien ist.
Im Jahr 2023 wurde die Außenstelle der Fachhochschule in Neumünster eröffnet. Diese wird zukünftig den Fachbereich Gesundheit beheimaten.

## Gliederung

### Hochschulleitung
Das Präsidium besteht aus dem Präsidenten, zwei Vizepräsidenten, einer Vizepräsidentin und der Kanzlerin. Der Hochschulrat hat Mitwirkungs- und Überwachungsaufgaben im Bereich des Hochschulmanagements und der Strukturentwicklung, er besteht aus dem Vorsitzenden, dem stellvertretenden Vorsitzenden und weiteren Mitgliedern.

### Fachbereiche und Studiengänge
Die Fachhochschule Kiel gliedert sich in folgende Fachbereiche mit den dazugehörigen Studiengängen:
- Agrarwirtschaft
  - Nachhaltige Agrarwirtschaft
  - Agrarmanagement

- Informatik und Elektrotechnik
  - B. Eng. Elektrotechnik

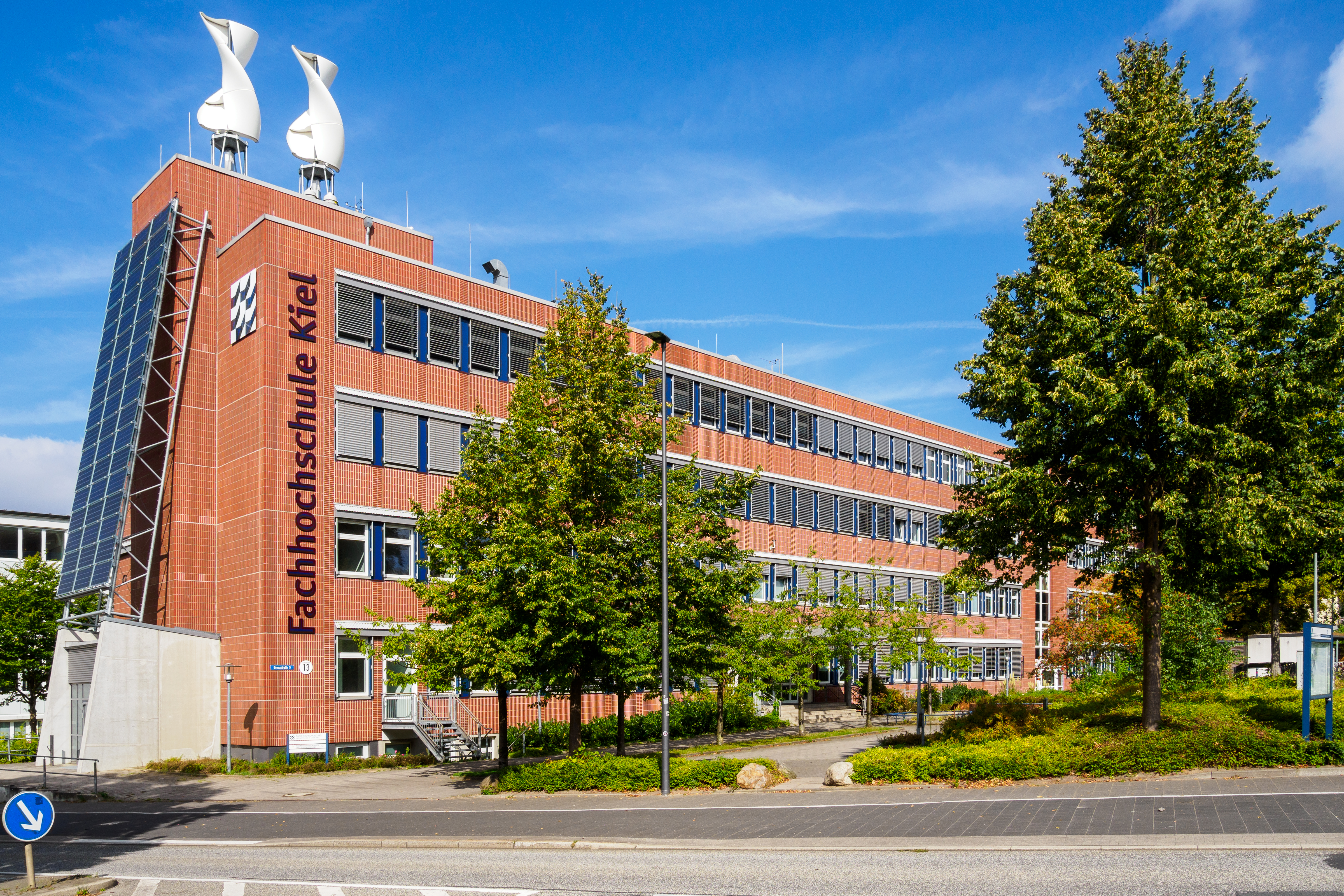
FB Informatik & Elektrotechnik

  - B. Sc. Informatik (früher Informationstechnologie)
  - B. Eng. Medieningenieur/-in
  - B. Eng. Wirtschaftsingenieurwesen - Elektrotechnik
  - B. Eng. Mechatronik
  - M. Eng. Elektrische Technologien
  - M. Sc. Computer Science
- Maschinenwesen
  - Wirtschaftsingenieurwesen Internationaler Vertrieb und Einkauf
  - Maschinenbau
  - Erneuerbare Offshore Energien
  - Schiffbau und maritime Technik
  - Industrial Engineering (Online) (weiterbildend)
- Medien
  - Multimedia Production
  - Öffentlichkeitsarbeit und Unternehmenskommunikation
  - Angewandte Kommunikationswissenschaften
  - Medienkonzeption
  - Journalismus und Medienwirtschaft
  - Public Relations (weiterbildend)
  - Bauingenieurwesen (am "Institut für Bauwesen" innerhalb des Fachbereichs Medien)
  - Bauingenieurwesen-industriebegleitet (am "Institut für Bauwesen" innerhalb des Fachbereichs Medien)[11]
- Soziale Arbeit und Gesundheit
  - Kindheitspädagogik
  - Leitung und Innovation in Sozialer Arbeit und Kindheitspädagogik
  - Physiotherapie
  - Pflege
  - Soziale Arbeit
  - Klinische Sozialarbeit
  - Forschung, Entwicklung und Management in Sozialer Arbeit, Rehabilitation/Gesundheit oder Kindheitspädagogik
- Wirtschaft
  - Betriebswirtschaftslehre
  - Wirtschaftsinformatik
  - Wirtschaftsingenieurwesen
  - Financial Accounting, Controlling & Taxation
  - Digital Business Management

### Zentrale Einrichtungen
An der Fachhochschule Kiel sind außerdem acht zentrale Einrichtungen untergebracht, mit unterschiedlichen, meist interdisziplinären Aufgaben. Diese sind das Institut für interdisziplinäre Genderforschung und Diversity, das Institut für Weiterbildung, das Studienkolleg, die Zentralbibliothek, das Zentrum für IT-Dienste, das Zentrum für Kultur- und Wissenschaftskommunikation, das Zentrum für Lernen und Lehrentwicklung sowie das Zentrum für Sprachen und interkulturelle Kompetenz.

## Standorte
Auf dem 1998 errichteten Campus in Neumühlen-Dietrichsdorf sind alle Fachbereiche – außer Agrarwirtschaft – angesiedelt. Der Campus ist Teil eines Wohngebietes. Die Gebäude der FH sind deshalb nicht alle direkt nebeneinander gelegen, sondern teilweise durch Wohnhäuser voneinander getrennt. Insgesamt hat die Fachhochschule hier 22 Gebäude, von denen die Mehrzahl Seminarräume, Labore und Werkstätten der einzelnen Fachbereiche beherbergt. Außerdem befinden sich hier unter anderem eine Mensa, mehrere Cafeterien, eine Kindertagesstätte und drei Studentenwohnheime.
Der Fachbereich Agrarwirtschaft hat seinen Sitz in Osterrönfeld bei Rendsburg. Hier befindet sich das Versuchsfeld Lindenhof, ein EDV-Labor, ein Agrikulturchemisches Labor, eine Bibliothek und eine Mensa.
Seit dem Sommersemester 2023 wird der Studiengang Pflege am Standort Neumünster angeboten. Dieser wird in Kooperation mit dem Friedrich-Ebert-Krankenhaus realisiert. Mittelfristig soll dort auch der Studiengang Physiotherapie angesiedelt und ein Fachbereich Gesundheit gegründet werden. Dazu ist vorgesehen, bis Anfang 2026 einen Neubau zu errichten sowie das Bestandsgebäude aufzustocken.

## Studienangebot
In den sechs Fachbereichen werden insgesamt 43 Studiengänge angeboten. Diese unterteilen sich in 24 Bachelor- und 19 Master-Studiengänge. Zulassungsfrei sind 14 hiervon, die restlichen haben einen Numerus clausus, bei dem Notendurchschnitt im (Fach-)Abitur und Wartezeit ausschlaggebend sind. In den Fachbereichen Maschinenwesen, Wirtschaft Soziale Arbeit werden insgesamt neun Online-Studiengänge angeboten. Das Studienangebot der FH Kiel ist in den letzten Jahren immer vielfältiger geworden. Wie an Fachhochschulen üblich hat es einen anwendungsbezogenen Charakter und meist einen direkten Berufsbezug. Zur Orientierung für Studieninteressierte biete die Hochschule seit dem Sommersemester 2023 ein Orientierungssemester an.

## Internationales
Die Studiengänge sind durch starke internationale Orientierung geprägt, zum Beispiel durch eine studienfachintegrierte Sprachausbildung oder einen großen Studierendenaustausch. Im Fachbereich Informatik und Elektrotechnik wird außerdem der englischsprachige Masterstudiengang Information Engineering angeboten.
Die Fachhochschule Kiel unterhält Beziehungen zu Hochschulen in über 30 Ländern, in deren Rahmen der Studierendenaustausch und die gegenseitige Anerkennung von Studienleistungen vereinbart wurden.
Das International Office koordiniert die etwa 80 Kooperationen im Rahmen des Erasmus/Sokrates-Programms und ist zentraler Ansprechpartner für ausländische und deutsche Studierende sowie Hochschulangehörige. Im September 2016 waren an der Fachhochschule Kiel 477 internationale Studierende eingeschrieben.

## Kunst und Kultur

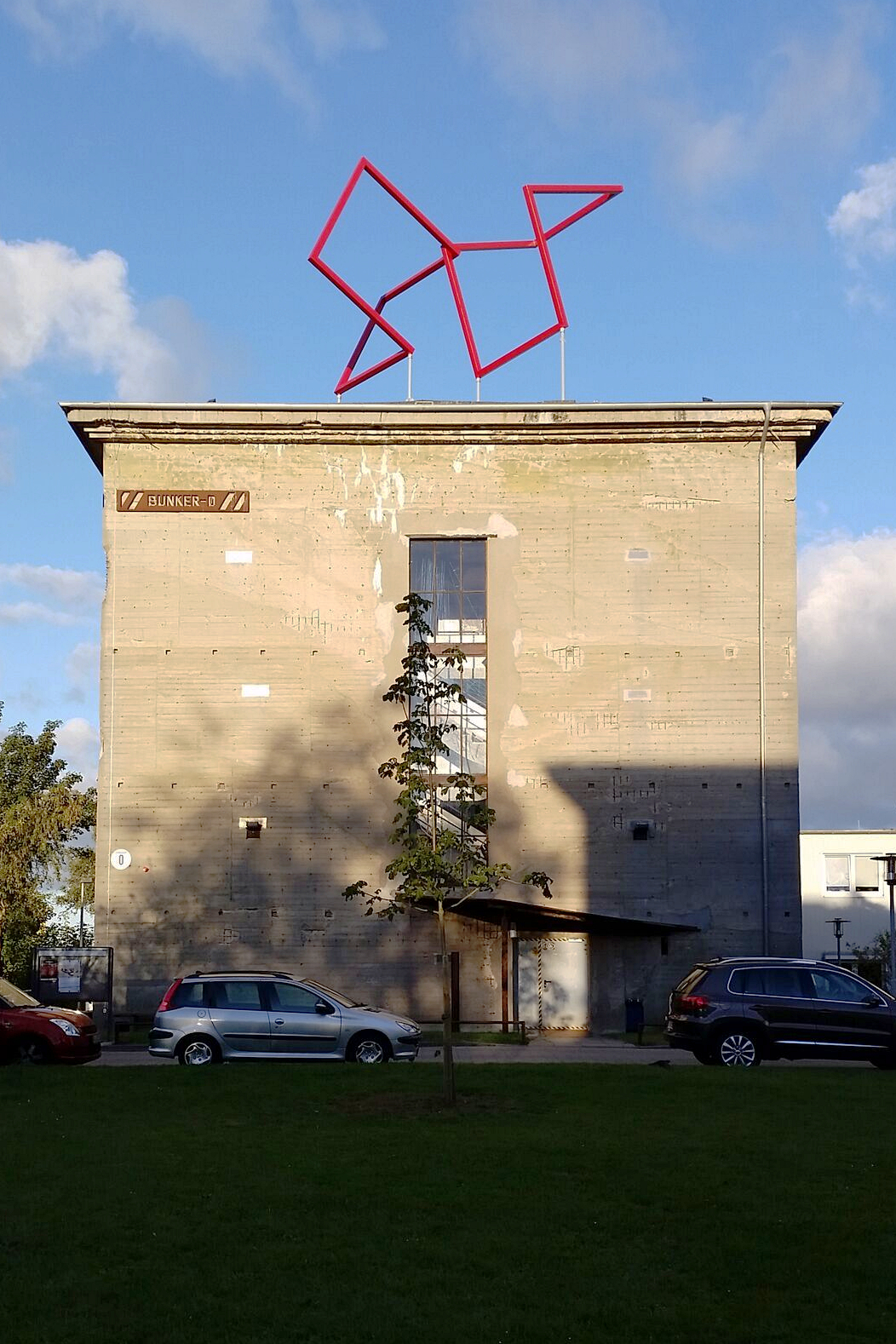
Kultur- und Kommunikationszentrum „Bunker-D“. Auf dem Dach das Kunstwerk KUBUS BALANCE von HD Schrader.

1994 wurde von Kulturministerin Marianne Tidick das Projekt Kunstlaboratorium ins Leben gerufen, mit dem Ziel, auf dem damals noch in Bau befindlichen FH-Campus Kunst im öffentlichen Raum zu präsentieren. Schließlich wurden drei Kunstwerke von Renate Anger, Ulrich Eller und Ludger Gerdes auf dem Campus installiert. Die Fachhochschule baute diese Kunstsammlung immer weiter aus und präsentiert heute auf dem Campus unter dem Titel CampusKunst-D 450 Kunstwerke, von denen 300 im öffentlichen Raum zu finden sind.
Unter dem Titel Kulturinsel Dietrichsdorf werden von der Fachhochschule auf dem Campus zudem einige kulturelle Einrichtungen unterhalten, die nicht nur an Studierende, sondern auch an Interessierte aus der Bevölkerung gerichtet sind. Hierzu gehören der Mediendom, das Computermuseum und die Sternwarte. Im Jahr 2006 wurde außerdem begonnen, in einem alten Luftschutzbunker ein Kultur- und Kommunikationszentrum zu errichten, den Bunker-D. Seit 2014 befindet sich in dem Gebäude ein Café, ein Kino und eine Galerie mit ständig wechselnden Ausstellungen. Im September 2015 wurde auf dem Dach des Bunkers die 1990 entstandene Skulptur KUBUS BALANCE von HD Schrader installiert.

## Hochschulzeitschriften
Seit September 2010 erscheint das Campusmagazin viel. Die einmal im Semester herausgebrachte Zeitschrift berichtet über Lehre, Forschung, Menschen und Projekte auf dem Campus der FH und darüber hinaus. An der Redaktion sind neben Mitarbeitern der Abteilung Marketing und Kommunikation auch Studierende beteiligt.
Die Studierendenzeitschrift plietsch ist ein Projekt des Fachbereichs Medien. Teilnehmer des entsprechenden Wahlpflichtmoduls können bei der Mitarbeit an dem Magazin ihre Kenntnisse im Bereich Layout und Redaktion vertiefen. Im Gegensatz zur viel., die eine breite Leserschaft ansprechen möchte, ist die plietsch vor allem an Studierende gerichtet. Die erste Ausgabe erschien am 23. April 2015.

## Studentenleben
Die Studierenden der Fachhochschule haben über die Zeit einige meist interdisziplinäre Projekte ins Leben gerufen.

### Campus RadioAktiv
Das Studierendenradio Campus RadioAktiv wurde im Oktober 2012 gegründet und sendet jeden Donnerstag von 8 bis 10 Uhr sowie von Montag bis Freitag von 12 bis 13 Uhr auf dem Offenen Kanal Kiel. Das Projekt stammt aus dem Fachbereich Medien, steht jedoch für alle Studierenden der gesamten Hochschule offen.

### KnotenPunkt e.V.
Der studentische PR-Verein KnotenPunkt. e. V. besteht seit April 2021 offiziell und ist am Fachbereich Medien angegliedert. Die Gründung des Vereins durch Studierende verschiedener Semester begann schon im März 2020. Hauptsächlich Studierende des Studiengangs Öffentlichkeitsarbeit und Unternehmenskommunikation vernetzen sich semesterübergreifend in dem Verein, auch wenn er für Studierende aller Fachbereiche offen ist.
KnotenPunkt e. V. ist Teil eines deutschlandweiten Netzwerkes aus studentischen PR-Initiativen, den #youngprpros. Gemeinsam mit diesem Netzwerk veranstaltet der Verein exklusive Vorträge wie z. B. mit Lisa Girard von TikTok Deutschland.

### Campus-TV
Studierende der Studiengänge Multimedia Production sowie Öffentlichkeitsarbeit und Unternehmenskommunikation aus dem Fachbereich Medien erstellen seit 2008 fernsehjournalistische Beiträge, die auf der Internetseite der FH abrufbar sind. Seit 2010 werden die Videos auf Youtube veröffentlicht.

### NorthernStars
Die Hochschulgruppe für Robotik NorthernStars wurde im Dezember 2011 im Fachbereich Informatik und Elektrotechnik gegründet. Sie geht aus einem Projekt hervor, das Roboter für die Mixed-Reality-Liga des RoboCup entwickelte. Die Gruppe betreut das Robotik-Labor des Fachbereichs, in dem Studierenden neben diversen Robotern auch ein Multi-Touch-Tisch zur Verfügung steht.

### Raceyard
Seit 2006 nimmt die Fachhochschule mit dem Rennteam Raceyard am deutschen Wettbewerb der Formula Student Germany in Hockenheim und an internationalen Wettbewerben der Formula SAE z. B. in Silverstone teil. Das Rennteam wurde 2006 mit dem „Best Newcomer“- und 2007 mit dem „Acceleration“-Award der Formula Student Germany ausgezeichnet. 2009 war das Team ebenfalls erfolgreich und gewann den Beschleunigungspokal in Silverstone und in Hockenheim. Seit 2011 baut Raceyard ausschließlich Elektro-Rennwagen.

### Baltic Thunder
Seit 2008 nimmt das Team Baltic Thunder am Racing Aeolus im niederländischen Den Helder teil. Seit 2016 bestreitet Baltic Thunder das Rennen mit zwei Fahrzeugen, die von den Studierenden konstruiert und gebaut werden.

### TomKyle AUV Team
In Zusammenarbeit mit dem GEOMAR Helmholtz-Zentrum für Ozeanforschung Kiel entwickeln Studierende in dieser Gruppe Autonomous Underwater Vehicles, also unbemannte Unterwasserfahrzeuge, die selbstständig navigieren. Das Projekt des Fachbereichs Informatik und Elektrotechnik besteht seit Januar 2013.

### Förderacer
Das Team Förderacer nimmt regelmäßig an der International Waterbike Regatta (IWR) teil. Seit 2020 legt das Team seinen Fokus auf den Bau von Segelbooten. Mit diesem soll voraussichtlich 2022 am 1001 VELAcup teilgenommen werden.

## Besonderheiten

### Interdisziplinäre Wochen
An der Fachhochschule Kiel finden in jedem Semester nach etwa 6 Wochen Vorlesungszeit die sogenannten "Interdisziplinären Wochen" (IDW) statt. Während dieser zwei Wochen ist der reguläre Lehrbetrieb pausiert. Die Studierenden können aus einem breiten Angebot von verschiedenen interdisziplinären Kursen für diese Zeit wählen, von denen einige mit ECTS versehen sind. Es finden sich auch Angebote explizit für Mitarbeitende und Lehrende.
Ziel der Interdisziplinären Wochen ist es, über die fachlichen Inhalte der Lehrveranstaltungen Fähigkeiten und Kompetenzen zu erlernen, neue Perspektiven zu gewinnen und auf den Berufseinstieg vorzubereiten. In einigen Studiengängen, wie zum Beispiel Multimedia Production, sind im Curriculum über interdisziplinäre Veranstaltungen erworbene ECTS vorgesehen.

### StartUp Office
Seit dem Sommersemester 2014 gibt es am Campus der Fachhochschule Kiel das "StartUp Office". Seit 2020 ist das Büro gegenüber der Fachhochschule auf der gegenüberliegenden Seite der Schwentine am Seefischmarkt zu finden. Im selben Jahr wurde auch eine Außenstelle des StartUp Office am IZET Innovationszentrum Itzehoe eröffnet, die einmal pro Woche besetzt ist.
Studierende mit einer Gründungsidee werden bei im StartUp Office beraten und unterstützt. In welcher Phase der Gründung sich die Studierenden befinden, ist dabei nicht relevant Das StartUp Office steht Studierenden aller Fachbereiche zur Verfügung. Das StartUp Office verfügt über ein Gründungs-Netzwerk in Schleswig-Holstein. Dazu zählt unter anderem die Investitionsbank Schleswig-Holstein, die Industrie- und Handelskammer Kiel und die Wirtschaftsförderung Schleswig-Holstein.